# Borgo d'Ovile
Il Borgo d'Ovile è un rione del centro storico di Siena, nel Terzo di Camollia.

## Storia e descrizione
Il declivio del colle d'Ovile, posto in posizione decentrata verso est rispetto al nucleo murato più antico della città, è citato almeno dal 1093, come borgata operaia e artigiana, abitata soprattutto dai lavoratori della lana e della seta. 
Il borgo, che ha come asse la via de' Rossi, era spartito in due rioni dal punto di vista militare e amministrativo e tale divisione si ritrova ancora oggi nella divisione tra le contrade del Bruco e della Giraffa.
Il quartiere fu inglobato nelle mura del 1150-1220 e poco dopo, al suo limitare, sul dosso della Castellaccia, nacque il primo insediamento francescano della città, a partire dal quale, dal 1326, sorse la grandiosa basilica di San Francesco. 
Tra gli edifici che vi sorgono ci sono la chiesa di San Donato, già abbazia dei vallombrosani, la chiesa di San Pietro a Ovile, la Fonte Nuova e il nucleo più antico di palazzo Salimbeni. Al confine si trova inoltre la Porta a Ovile e, subito fuori dalle mura, l'antica Fonte d'Ovile.